# 킨더
킨더(Kinder)는 이탈리아의 다국적 제과 회사 페레로가 생산하는 초콜릿 브랜드다. 킨더 브랜드의 제품에는 여러 종류가 있으며 전 세계 125개국 이상에서 판매되고 있다.

## 제품

### 초콜릿 바
- 킨더 초콜릿
- 킨더 맥시
- 킨더 부에노
- 킨더 초코프레시

### 초콜릿 과자
- 킨더 서프라이즈
- 킨더 조이
- 킨더 해피 히포